# 小倉馨
小倉 馨（おぐら かおる、1920年（大正9年）10月13日 - 1979年（昭和54年）7月13日）は、広島平和文化センター事務局長、広島平和記念資料館館長等を歴任した広島市職員である。日系アメリカ人2世。

## 経歴
広島県佐伯郡廿日市町（現・廿日市市）出身である。1920年、両親のアメリカ在住中にワシントン州シアトル市で生まれた。現地の小学校を卒業後に帰国する。帰国後は旧制崇徳中学校を経て、1942年（昭和17年）に旧制山口高等商業学校（現・山口大学経済学部）を卒業し、兵役に就いてセレベス島で終戦を迎える。

### 終戦後
1948年（昭和23年）から広島アメリカ文化センター、1953年（昭和28年）から東京国際文化会館に勤務している。1960年（昭和35年）に広島市役所に入庁し、渉外課長、市長室次長等を歴任した。1970年（昭和45年）から翌年まで広島平和記念資料館館長を務めた。
庁内随一の国際通として知られ、国際平和文化都市を目指す広島市政に貢献した。特に1978年（昭和53年）に国際連合本部ビル（ニューヨーク）での原爆写真展に功績があった。1977年（昭和52年）に広島平和文化センター事務局長を兼務してからは広島市長が原爆慰霊祭で読む平和宣言の起草に当たった。1979年（昭和54年）7月11日、同宣言検討会議を終えた直後にクモ膜下出血で倒れ、2日後に急逝した。享年58歳。

## 著書
- 『ヒロシマになぜ 海外よりのまなざし』（1979年、渓水社）